# 金沢赤十字病院
金沢赤十字病院（かなざわせきじゅうじびょういん）は、石川県金沢市三馬2丁目251番地にある医療機関。
日本赤十字社石川県支部が設置する病院である。回復期リハビリテーション病棟46床と開放病床35床を備える。

## 沿革
- 1926年（大正14年）7月 日本赤十字社 石川支部産院として開院。
- 1932年（昭和7年）5月 金沢市下新町より同市殿町へ移転。
- 1953年（昭和28年）4月 金沢赤十字病院と改称。
- 1969年（昭和43年）10月 現在の地に新築移転する。
- 2003年（平成15年）4月 一般病床300床体制へ変更。
- 2009年（平成21年）4月 DPC対象病院となる。
- 2011年（平成23年）4月 石川県地域がん診療連携推進病院に指定。
- 2013年（平成25年）5月 新病棟オープン。プチ臨床検査「マイチェック」開始。

## 診療科
- 内科
- 呼吸器科
- 循環器科
- 消化器科
- 外科
- 肛門科
- 整形外科
- 産婦人科
- 小児科
- 眼科
- 脳神経外科
- 泌尿器科
- 皮膚科
- 放射線科
- 麻酔科
- リハビリテーション科

各種センター
- 血液浄化センター
- 糖尿病・腎センター
- 消化器病センター
- 居宅介護支援センター

診療協働部門
- 看護部
- 内視鏡センター
- 薬剤部
- 検査部
- リハビリテーション科部
- 放射線科部
- 栄養課
- 化学療法室
- 臨床工学技術課

## 医療機関の指定等
- 保険医療機関
- 救急告示病院
- 労災指定病院
- 災害拠点病院（地域災害医療センター）
- 臨床研修指定病院
- 人工透析医療指定病院
- 生活保護指定病院
- 更生医療指定病院
- 結核指定病院
- 身体障害者福祉法指定医
- 原子爆弾被害者一般疾病医療取扱病院
- 自動車損害賠償責任保険後遺症害認定病院
- 特定疾患治療研究事業医療機関
- 小児慢性特定疾患治療研究指定医療機関
- 養育医療指定病院
- 政府管掌健康保険健診指定病院
- 短期人間ドック指定病院
- 石川県地域がん診療連携推進病院

## 交通アクセス
- 北鉄バス33番「三馬日赤前」下車。
- IRいしかわ鉄道線野々市駅より車で約10分程度。